# MOTER MAN (秋葉原〜南浦和)
「MOTER MAN (秋葉原〜南浦和)」（モーター・マン あきはばら みなみうらわ）は、テクノユニットSUPER BELL"Zのデビューシングル。1999年12月8日発売。発売元は東芝EMI/radiosonic redords。

## 解説
- 鉄道の車掌による車内放送をテクノポップに乗せたパロディ音楽。設定としては、車掌が車内のDJブースでライブを展開し、乗客を盛り上げるというイメージになっており、ジャケットデザインはこれを表現したものである。なお、楽曲中の車掌・駅員の音声は全てメンバーの野月本人（車掌DJと称する）による声真似であり、実際のサンプリング音源ではない。
- タイトルの「MOTER MAN」は、英語で「電気機関車運転手」を指す“motorman（en:motorman）”に由来する。「MOTOR MAN」ではなく、「MOTER MAN」の表記を用いた理由については不明。翌年にリリースしたアルバム「MOTOR MAN」においては、「MOTER MAN」がJR東日本（JR EAST）の路線をテーマにした曲、「MOTOR MAN」がそれ以外の路線をテーマにした曲に用いられる題名としているが、これは後付けの定義である可能性もある。また、メジャーデビューしてまもない頃は知名度の低さから、一部メディアで「MOTER MAN」がユニット名として紹介されるミスも発生した。
- 同曲は、NACK5「MUSIC CHALLENGER」内で1999年8月度の月間グランプリを獲得した（タイトルは「MOTER MAN」）。これがプロデューサー富澤一誠の目に留まり、12月に同曲で東芝EMIからメジャーデビューを果たすこととなった。
- オリコンチャートは初登場69位であったが、ラジオ・インストアライブによる地道なプロモーションと口コミとの相乗効果で、着実にセールスを伸ばし、リリースから3ヵ月後の2000年3月7日付で最高順位となる19位を記録（翌週も同位）。最終的にオリコン集計で28万枚以上を売り上げるヒットとなった。なお、出荷枚数は50万枚以上に達している[1]。同年11月に第33回全日本有線放送大賞新人賞を受賞。
- 従来の作曲の常識に捉われない自由な作風は、当時の音楽リスナーに大きなインパクトを与えた。プロデューサーの富澤は「MOTER MAN」を評して、“現代の「帰ってきたヨッパライ」”であり、また“コロンブスの卵”であると言っている。このヒットがきっかけとなり、現在に至るまで、モーターマンシリーズを始めとした鉄道系の楽曲を多くリリースしている。

### 誕生の経緯
- 車掌をネタにした“電車の歌”のアイディア自体は、鉄道ファンである野月がユニット結成前の1991年より温めていたとされる。野月はこれを音楽としてまとめるきっかけが掴めずにいたが、そのヒントを与えたのが初代ギター担当の土屋（現・保線DJ担当）であった。朝帰りで土屋と京浜東北線に乗っていた時、「今の“次は西川口”ってアナウンス、ハイハットに似てなかった？」という土屋の発言から、野月は車内放送を楽器に置き換える着想を得たという。形となった“電車の歌”「MOTER MAN」は当初ライブオープニングの遊び程度にしか考えられていなかったらしいが、1998年11月の熊谷VOGUE（現・HEAVEN'S ROCK Kumagaya VJ-1）のライブで初披露されると、他の曲を完全に食ってしまうほどの反響で迎えられた（土屋は肺を患って不参加、直後に脱退）。「ベルズらしい曲ができた」という自負を持ったSUPER BELL"Zは、積極的にさまざまなオーディションに応募。そして、これをいち早く評価したのは、プロデューサーでもミュージシャンでもなく、「MUSIC CHALLENGER」のリスナーであった。

## 収録曲
全作詞・作曲・編曲：野月貴弘
1. MOTER MAN（秋葉原〜南浦和）（4:22）
デビュー曲であり、表題曲。「まもなく2番線に」という秋葉原駅の構内アナウンスから始まり、入線してきた山手線の池袋行に乗車。上野駅で高崎線の快速アーバン号新前橋行に乗り換えて、さらに赤羽駅で京浜東北線の南浦和行に乗り換えて終点駅で降車するという内容。本来はこの後、武蔵野線に乗車し、次の武蔵浦和駅で埼京線に乗り換えて大宮駅に行くという構想があったが、長くなるために作られなかったという。普段聞き慣れた車掌の声真似を基本としながら、ラップ調のリズムに乗せて「あ、あ、あ、秋葉原です」「おかちまちまちー、ちまちー」「わーらび」などと駅名を茶化したフレーズを挿入することで、ギャップの面白さを引き出している。路線ごとに音楽ジャンルを変えていることも特徴であるが、これは野月が作曲する上でどういうジャンルにしようかと悩んだ末の実験的な意味合いがある。なお、バックトラック（カラオケ）にサンプリングされている野月の音声は新録ではなく、熊谷VOGUEライブの前日に突貫工事で収録したデータがそのまま流用されたという。
冒頭のATOS放送は、当シングルに「Vo. Cho.」としてクレジットされた宮崎恵子が担当しているが、試聴音源や一部ライブでは実際のものが使用されていた。また、山手線（当時は205系）発車時の効果音として京浜東北線の209系VVVF音が使われているが、これは発車の様子をイメージしやすくするための演出である。
TBS系『CDTV』（2000年4月1日放送）や『第33回全日本有線放送大賞』（同年11月18日放送）出演時には、高崎線部分を省略したテレビサイズで披露された。
代表曲であることから、ライブ・イベントでは、メンバーの紹介を兼ねて必ずといっていいほど演奏される。オリジナルアルバム『MOTOR MAN』やベストアルバムに収録されている他、「MOTER MAN 80's〜POWERED by SEXY SYNTHESIZER〜」（ベストアルバム『The Very Best of MOTOR MAN Vol.2』）などのアレンジ違いや「MOTER MAN 中央線 ノンストップ特快Mix」（シングル『MOTOR MAN 中央線／新幹線ひかり』他）などの派生作も多い。外部作品としては、ベースミックスバージョンがコンピレーションアルバム『Dancemania BASS#7』に収録されているが、同シリーズで邦楽アーティストの曲が採り上げられたのはこれが最初である。
2. MOTER MAN II “TRAFFIC JAM”（恵比寿〜新宿）（3:28）
サブタイトルの“traffic jam（en:traffic jam）”は英語で「交通渋滞」を意味するが、ここでは鉄道が遅延している状況、すなわち「（人身）事故」を暗示している。恵比寿駅で埼京線各駅停車の赤羽行に乗車し、新宿駅で中央線快速の高尾行に乗り換えるものの、中央線はちょうど当駅で人身事故が起きており、運転再開するまでの間、車掌が乗客に対して事故防止のお願いを呼びかけるという内容。京浜方面でのオーディションライブに備えるべく、モーターマン第2弾として作られた曲であるが、直接的にはNHK『クローズアップ現代』の中で中央線の鉄道自殺問題を取り上げていたのを見たことがネタになっているという。
オリジナルアルバム『MOTOR MAN』には、「MOTER MAN II “TRAFFIC JAM WIDE”（東京〜新宿）」というタイトルで、東京駅に起点を置いたやや長いバージョンが収録されている他、派生作として、「MOTER MAN 山手線 Rescue & Healing」（オリジナルアルバム『MOTER MAN 山手線 “Loop Complete!”』）がある。
3. MOTER MAN（秋葉原〜南浦和）（カラオケ）（4:21）
当シングルのみに収録されているオリジナルカラオケ。なお、SUPER BELL"Zの作品でオリジナルカラオケが存在するのは、これ以外に「MOTOR MAN 大阪環状線」（アルバム『MOTOR MAN Vol.2（大阪編&上野発最終便）』）、「オレは西武特急 レッドアロー」（シングル『鉄道戦隊 レオ☆レンジャー』）、「電車体操」（アルバム『MOTOR MAN Hybrid』）の3作品だけである。

## 参考
- 野月貴弘 『MOTO(e)R MAN』 勁文社、2000年、221頁。ISBN 4-7669-3450-4